# Brug 1350
Brug 1350 is een bouwkundig kunstwerk in Amsterdam-Zuidoost.
De brug maakt deel uit van het voet- en fietspadensysteem in de wijk Gein I-IV. Die wijken werden ingericht rond 1982. Zelfstandig architect Dirk Sterenberg ontwierp vanuit Hoorn voor de Dienst der Publieke Werken talloze bruggen alleen bestemd voor voetgangers en fietsers, zo ook deze brug 1350. Zij ligt nabij een knooppunt in het voet- en fietspadenstelsel in het kilometerslange Kelbergenpad, dat Zuidoost van noord naar zuid doorsnijdt en hier over de Snellerwaardgracht voert. De doorlopende weg zou zijn de Schaarsbergenstraat, maar die is ook toegankelijk voor gemotoriseerd verkeer. Omdat hier nog gescheiden verkeersstromen gelden, heeft het Kelbergenpad ten zuiden van de brug een knik west-oost om vervolgens weer zuidwaarts te lopen. De brug ligt aan het eind van een groenstrook met waterpartij in de S-buurt met het Soesterberghof (noord) en de Schaarsbergenstraat (zuid).
Brug 1350 is er één uit een serie die allemaal hetzelfde uiterlijk hebben. Per twee pijlers is er aan de onderzijde een afgerond juk geplaatst die de liggers draagt. De brug kreeg in 1982 stevige dikke houten balken als leuning en ook de borstweringen zijn elders in Gein bij tientallen bruggen te vinden, zoals bij de Jean-Paul Sartrebrug (brug 1264) en brug 1358. Brugdek en leuningen waren niet bestand tegen het Nederlandse weer. De bovenbouw, origineel bestaand uit witte beschilderde balken, werd begin 21e eeuw vervangen door slankere leuningen naar model van de Haasnoot Bruggen, die relatief veel bruggen bouwde en vernieuwde in Amsterdam.   
<<< · 1301 · 1302 · 1303 · 1304 · 1305 · 1306 · 1307 · 1308 · 1309 · 1311 · 1312 · 1313 · 1314 · 1315 · 1316 · 1317 · 1319 · 1320 · 1321 · 1322 · 1323 · 1324 · 1325 · 1326 · 1327 · 1328 · 1329 · 1330 · 1331 · 1332 · 1333 · 1334 · 1335 · 1336 · 1337 · 1338 · 1339 · 1340 · 1342 · 1343 · 1344 · 1345 · 1346 · 1347 · 1348 · 1349 · 1350 · 1351 · 1352 · 1353 · 1354 · 1355 · 1356 · 1357 · 1358 · 1359 · 1360 · 1361 · 1362 · 1363 · 1364 · 1365 · 1366 · 1367 · 1368 · 1373 · 1375 · 1376 · 1377 · 1378 · 1379 · 1380 · 1381 · 1382 · 1383 · 1384 · 1385 · 1386 · 1387 · 1388 · 1389 · 1390 · 1391 · 1392 · 1396 · 1397 · 1398 · 1399 · >>>
Brugnummers 1300, 1318, 1341, 1369-1372, 1374, 1393, 1394, 1395 zijn niet vergeven. 1310 is gesloopt; brug 1318 is nooit gebouwd in verband met niet aanleggen Veenendaaldreef.